# Jan Frederik van Beeck Calkoen

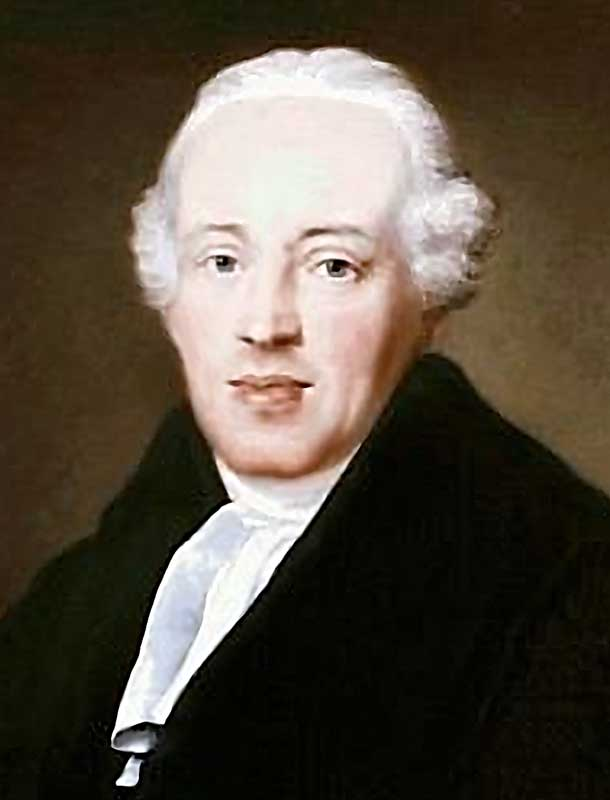
Jan Frederik van Beeck Calkoen

Jan Frederik van Beeck Calkoen (auch: Beek; * 5. Januar 1772 in Groningen; † 26. März 1811 in Utrecht) war ein niederländischer Mathematiker und Astronom.

## Leben
Der Sohn des damaligen Predigers in Groningen, der später in Amsterdam tätig wurde, mit Namen Wilhelmus Jabes Calkoen und dessen Frau Wilhelmina Maria Verborcht, nahm den Namen Beeck an, zum Gefallen seines Großonkels, der der Bruder seiner Großmutter Jan Frederik van Beeck welcher Bürgermeister von Utrecht war. Nachdem er sich auf der Lateinschule in Amsterdam mit den alten Sprachen beschäftigt hatte, ging er am 14. November 1795 an die Universität Utrecht. Hier genoss er an der philosophischen Fakultät die Vorlesungen von Sebald Rau und Christoph Saxe in der Philosophie, Archäologie und den Geschichtswissenschaften sowie von Johannes Theodorus Rossijn und anderen in den natürlichen und philosophischen Fächern. Er besuchte auch die theologischen Vorlesungen von Gisbert Bonnet, da er beabsichtigte, dem Vorbild seines Vaters zu folgen und Pfarrer zu werden.
Vor allem aber übte in jener Zeit Johann Friedrich Hennert einen großen Einfluss auf ihn aus, so dass er sich entschloss, von der theologischen Richtung abzuweichen und ein Studium der mathematischen und astronomischen Wissenschaften zu absolvieren. Zudem soll er auch Studien an der Universität Groningen absolviert haben und hier im Mai 1797 mit der Abhandlung De horologiis veterum sciothericis cui accedit theoria solariorum horam azimuthum et altitudinem solis una exhibentium promoviert haben. Um seine Kenntnisse der Astronomie zu erweitern, absolvierte er eine Bildungsreise nach Deutschland. Hier lernte er im Mai 1799 in Hamburg Friedrich Gottlieb Klopstock kennen, war in Leipzig, in Göttingen bei Bernhard von Lindenau, in Jena, in Berlin bei Johann Elert Bode und acht Wochen in Gotha bei Franz Xaver von Zach.
Am 31. Mai 1799 wurde er als außerordentlicher Professor der Naturphilosophie und der Mathematik, mit der Spezialisierungsrichtung auf Astronomie und Hydraulik an die Universität Leiden berufen, welches Amt er am 5. Oktober 1799 mit der Rede over de bevalligheid en het nut der Mathematische leerwijze, naar de natuur ingerigt antrat. Am 12. November 1803 erfolgte seine Berufung zum ordentlichen Professor derselben Fachrichtung, welche Aufgabe er am 10. März 1804 mit der Rede over de nieuwste uitvindingen in de Sterrekunde übernahm. Am 21. Januar 1805 wurde er von den Kuratoren der Utrechter Hochschule zum philosophischen Professur der Mathematik und Astronomie berufen, welche Aufgabe er am 20. Juni 1805 mit der Rede de praestantia et utilitate disciplinae mathematicae ad omnem ingenuam institutionem übernahm.
Am 4. Mai 1808 wurde er Mitglied der Königlich-Niederländischen Akademie der Wissenschaften. Er war seit dem 30. November 1798 korrespondierendes Mitglied der Provinziellen Utrechtschen Gesellschaft der Künste und Wissenschaften (Provinciaal Utrechtsch Genootschap van Kunsten en Wetenschappen), 1802 Konsulent der Batavische Gesellschaft für Experimentelle Philosophie (Bataafsch Genootschap der Proefondervindelijke Wijsbegeerte), seit 1799 Mitglied  der Holländischen Gesellschaft der Wissenschaften (Hollandsche Maatschappij der Wetenschappen) und am 17. November 1802 wurde er Mitglied der Seeländischen Gesellschaft der Wissenschaften (Zeeuwsch Genootschap der Wetenschappen). 1804 wurde er zum korrespondierenden Mitglied der Göttinger Akademie der Wissenschaften gewählt. In seiner Eigenschaft als Utrechter Hochschullehrer hatte er sich auch an deren organisatorischen Aufgaben beteiligt und war 1810/11 das Rektor der Alma Mater, worauf er kurz danach an seiner ständig schwächelnden Gesundheit verstarb. Zu seinen Veröffentlichungen gehören mehrere Bücher über Schiffbau, Seekarten und Navigation, und einen Artikel über die Reflexion von Licht in Spiegeln. Die Gesellschaft Felix Meritis in Amsterdam beabsichtigte, ihn zum Leiter der Sternwarte zu machen.
Calkoen war mit Isabella Antonia Lucretia van Westrenen (* um 1779; † 3. Oktober 1846 in Cothen), Tochter von Aarnoud Jan van Westrenen, verheiratet, aus welcher Ehe vier Kinder hervorgingen. Eine Tochter und zwei Söhne überlebten den Vater. Bekannt sind Wilhelmina Maria van Beeck Calkoen (* 1804) heiratete am 22. August 1823 in Utrecht Sjuck van Welderen Rengers (* 8. November 1799 in Groningen; † 22. Oktober 1870 in Leeuwarden). Wilhelmus Jabes van Beeck Calkoen (* 10. September 1806; † 21. August 1895 in Cothen) Arnoud Jan van Beeck Calkoen (* 13. April 1805 in Leiden; † 16. Dezember 1874 in Utrecht).

## Schriften
- Dissertatio mathematico-antiquaria de horologiis veterum sciothericis. Cui accedit theoria solariorum, horam azimuthum et altitudinem solis una exhibentium. Hulst van Keulen, Amsterdam 1797, (Digitalisat).
- Onderzoek naar den oorsprong van den Mosaischen en Christelijken godsdienst, prijsverhandeling, bekroond met de gouden Medaille van Teilers 2de genootschap te Haarlem. Haarlem 1797, französisch als: Examen du système de Dupuis et Volney sur l'origine de la Religion Mosaïque et chretienne; Amsterdam, Hengst 1802[7]
- Über die Messung eines Breiten-Grades auf der Erde durch Willebrord Suellius, verbessert durch Peter van Muschenbroek. Nebst daraus hergeleiteten Bestimmungen der vorzüglichsten Städte Hollands. In: Allgemeine Geographische Ephemeriden. Band 1, Nr. 6, 1798, ISSN 0259-7624, S. 625–639.
- Sternenkarte. Mit Beschreibung. 2 Blatt (1: Noordlyk Halvrond. 2: Zuidlyk Halvrond.). G. Hulst van Keulen, Amsterdam 1799, (online).
- Over de verklaring der Mozaïsche en Christelijke godsdienstleer uit de beschouwing van de hoofdstoffen en natuurkrachten. Haarlem 1800.
- als Übersetzer und Herausgeber: Pieter Nieuwland: Verklaring der Gronden van de Zeemans Tafelen van Cornelis Douwes, Of der manier om uit twee waargenome Hoogten der Zon buiten den Middag, de Breedte eener Plaats te vinden. Uit het Hoogduitsch vertaald, en met Aanmerkingen uitgegeeven. G. Hulst van Keulen, Amsterdam 1800, (Digitalisat).
- Verhandeling over de evenwigts-lyn en nieuwe ophaalbruggen. In: Natuurkundige Verhandelingen van de Bataafsche Maatschappy der Wetenschappen te Haarlem. Teil 1, Stück 3, 1802, ZDB-ID 449410-6, S. 110–137.
- Euryalus over het schoon. Loosjes, Haarlem 1802, (Digitalisat; Deutsch: Euryalus über das Schöne. Jülicher, Lingen 1803).
- De viribus motus. In: Göttingische gelehrte Anzeigen. Stück 61, 16. April 1804, S. 601–605.
- Ueber die Wirkung des chinesischen Wasserrades. In: Sammlung nützlicher Aufsätze und Nachrichten, die Baukunst betreffend. Jahrgang 6, Band 1, 1805, ZDB-ID 162696-6, S. 30–41.
- Wiskundige scheeps-bouw en bestuur. Allart, Amsterdam 1805, (Digitalisat).
- Auszug aus einem Schreiben des Professors der Astronomie und Physik van Beeck Calkoen. (Ueber die Bestimmung des Erdelipsoids). In: Monatliche Correspondenz zur Beförderung der Erd- und Himmelskunde. Band 13, September 1806, ZDB-ID 520048-9, S. 270–275.
- Verhandeling over het voordeeligste gespan vooral by vrachtsleden. In: Nieuwe Verhandelingen van het Bataafsch Genootschap der Proefondervindelijke wijsbegeerte te Rotterdam. Teil 5, Stück 2, 1806, ISSN 0369-6618, S. 41–57.
- Zeemans handleiding, tot het gebruik van den Sextant of Octant, zonder dat men deszelfs fouten elk afzonderlyk behoeft te onderzoeken. Hulst van Keulen, Amsterdam 1806, (Digitalisat; auch in Französisch unter dem Titel: Guide des Marins dans l’usage du sextant ou de l’octant, sans qu’on ait besoin d’en chercher les corrections par des observations particulières. ebenda 1806, Digitalisat).
- Sur la théorie des Facultés numériques. Changuion et den Hengst, Amsterdam 1807, (Digitalisat).
- Verhandeling over de zeekaarten. Amsterdam 1808, (Nachdruck in: Acta cartographica. Band 25, ISSN 0567-7343, 1977, S. 215–292).
- Über die Theorie der Sonnen-Wärme In: Monatliche Correspondenz zur Beförderung der Erd- und Himmelskunde. Band 19, März 1809, S. 254–258.
- Nouvelle théorie de construction pour les Mappemondes. Covens & Fils, Amsterdam 1810, (Digitalisat).
- Verhandeling over Verschillende Theoriën, om den inhoud van Vaten te berekenen, en den invloed, welke de gedaante der Duigen op den inhoud heeft. In: Nieuwe Verhandelingen van het Bataafsch Genootschap der Proefondervindelijke wijsbegeerte te Rotterdam. Teil 5, Stück 5, 1810, S. 187–214.
- Verhandeling over de terugkaatsing des lichts, van parabolische of sphaerische spiegels. In: Verhandelingen der eerste klasse van het Hollandsch Instituut van Wetenschappen, Letterkunde en Schoone Kunsten. Teil 1, Stück 1, 1812, ZDB-ID 449409-X, S. 1–10.
- Eine besondere Methode, aus der beobachteten fast gleichzeitigen Höhe zweier Fix-Sterne die Breite des Ortes zu finden. In: Astronomisches Jahrbuch. Für das Jahr 1812, S. 175–181.
- Over de theorie der gemiddelde waardij uit een zeker aantal grootheden of afzonderlijke waarnemingen. In: Verhandelingen der eerste klasse van het Koninklijk-Nederlandsche Instituut van Wetenschappen, Letterkunde en Schoone Kunsten. Teil 2, Stück 1, 1816, ZDB-ID 449679-6, S. 1–19.